# Никея (Атика)
Вижте пояснителната страница за други значения на Никея.
Никея (на гръцки: Νίκαια) е град, голямо предградие на Пирея, Гърция, част от Атинския метрополис.
Намира се на 40 м н.в. Населението му е 89 380 жители (според данни от 2011 г.), има площ от 6,649 км2. Телефонният му код е 210.